# La Tène
La Tène var en tidigare kommun i kantonen Neuchâtel i Schweiz. Kommunen hade 5 520 invånare (2023). Den bestod av orterna Marin-Epagnier, Thielle och Wavre.
Kommunen skapades den 1 januari 2009 genom sammanslagningen av de tidigare kommunerna Marin-Epagnier och Thielle-Wavre. Den 1 januari 2025 slogs La Tène samman med Enges, Hauterive och Saint-Blaise till den nya kommunen Laténa.